# Aema buin 6
Aema buin 6 (en coreano, 애마부인 6) es una película de drama romántico erótico surcoreana de 1992 dirigida por Suk Do-won. Es la sexta película en la serie Aema buin, la serie de películas de mayor duración en el cine coreano.

## Sinopsis
En esta entrada de la serie de larga duración Aema buin, se representan tres Aemas: una cuarta, una quinta y una sexta generación de mujeres que llevan el nombre de Aema buin. La cuarta generación de Aema vive en la isla de Jeju con su hija y los recuerdos de un amor no correspondido. La quinta generación intenta consolar a la cuarta generación Aema, mientras lidia con sus propios problemas de aislamiento después de declararse una mujer independiente. La sexta generación de Aema atraviesa dificultades maritales con un marido infiel del que finalmente se divorcia.

## Reparto
- Da Hui-a como La sexta generación de Aema[3]
- Ju Ri-hye como La cuarta generación de Aema
- So Bi-a como La quinta generación de Aema
- Dokgo Young-jae como Hyeon-woo
- Won Seok
- Maeng Chan-jae como Suk-woo
- Sue Young-suck
- Yoo Seong
- O He-chan
- Sin Jin-hui